# Danh sách album nhạc phim Digimon
Digimon là sản phẩm và là phương tiện truyền thông của Nhật Bản được tạo ra bởi Bandai (nguyên được sáng chế bởi Hongo Akiyoshi) bao gồm anime, manga, đồ chơi, trò chơi điện tử, trò chơi thẻ và các phương tiện khác. Những câu chuyện xoay quanh những vật thể sống gọi là Digimon, đó là những con thú hay quái vật đang sinh sống tại một thế giới song song được hình thành từ những mạng truyền thông của Trái Đất được gọi là Thế giới Kĩ thuật số. Song song với việc phát hành phim hoạt hình và trò chơi điện tử, các bài hát cũng như nhạc phim được tổng hợp thành các album theo từng series cũng như nhiều series gộp lại, trong đó bao gồm những bài hát đã được phát hành đĩa đơn cả nguyên bản lẫn các phiên bản khác, các bài hát do nhân vật trình bày và nhạc nền. Dưới đây là danh sách toàn bộ album nhạc phim trong series hoạt hình Digimon.

## Tổng quan
| STT | Nhóm album           | Tên album | Ngày phát hành             |
| --- | -------------------- | --- | -------------------------- |
| 1   | Digimon Adventure    | Digimon Adventure Uta to Ongaku Shuu                                                                                | Đĩa 1: 23 tháng 7 năm 1999 |
| 1   | Digimon Adventure    | Digimon Adventure Uta to Ongaku Shuu                                                                                | Đĩa 2: 4 tháng 2 năm 2000  |
| 2   | Digimon Adventure    | Digimon Adventure Single Hit Parade                                                                                 | 22 tháng 9 năm 1999        |
| 3   | Digimon Adventure    | Digimon Adventure Cute Beat Club                                                                                    | 10 tháng 12 năm 1999       |
| 4   | Digimon Adventure    | Digimon Adventure Best Hit Parade                                                                                   | 24 tháng 3 năm 2000        |
| 5   | Digimon Adventure    | Digimon Adventure Teki Chara Song File                                                                              | 24 tháng 5 năm 2000        |
| 6   | Digimon Adventure    | Digimon THE MOVIES Blu-Ray 1999-2006 “Our War Game!” Original Soundtrack                                            | 9 tháng 1 năm 2015         |
| 7   | Digimon Adventure 02 | Digimon Adventure 02 Uta to Ongaku Shuu                                                                             | Đĩa 1: 5 tháng 7 năm 2000  |
| 7   | Digimon Adventure 02 | Digimon Adventure 02 Uta to Ongaku Shuu                                                                             | Đĩa 2: 24 tháng 1 năm 2001 |
| 8   | Digimon Adventure 02 | Digimon Adventure 02 Single Hit Parade                                                                              | 21 tháng 9 năm 2000        |
| 9   | Digimon Adventure 02 | Digimon Adventure 02 Christmas Fantasy                                                                              | 2 tháng 11 năm 2000        |
| 10  | Digimon Adventure 02 | Digimon Adventure 02 Best Hit Parade                                                                                | 6 tháng 6 năm 2001         |
| 11  | Digimon Adventure 02 | Digimon Adventure 02 Diablomon Strikes Back - Original Soundtrack                                                   | 7 tháng 3 năm 2001         |
| 12  | Digimon Adventure 02 | Digimon Adventure 02 Digimon Hurricane Touchdown!! Supreme Evolution!! The Golden Digimentals - Original Soundtrack | 25 tháng 7 năm 2001        |
| 13  | Digimon Adventure 02 | Digimon Adventure 02 Best Partner                                                                                   |                            |
| 14  | Digimon Tamers       | Digimon Tamers Uta to Ongaku Shuu                                                                                   | Đĩa 1: 6 tháng 6 năm 2001  |
| 14  | Digimon Tamers       | Digimon Tamers Uta to Ongaku Shuu                                                                                   | Đĩa 2: 10 tháng 1 năm 2002 |
| 15  | Digimon Tamers       | Digimon Tamers Song Carnival                                                                                        | 5 tháng 9 năm 2001         |
| 16  | Digimon Tamers       | Digimon Tamers Christmas Illusion                                                                                   | 7 tháng 11 năm 2001        |
| 17  | Digimon Tamers       | Digimon Tamers The Adventurers' Battle - Original Soundtrack                                                        | 5 tháng 12 năm 2001        |
| 18  | Digimon Tamers       | Digimon Tamers Single Best Parade                                                                                   | 3 tháng 4 năm 2002         |
| 19  | Digimon Tamers       | Digimon Tamers The Runaway Digimon Express - Original Soundtrack                                                    | 3 tháng 7 năm 2002         |
| 20  | Digimon Tamers       | Digimon Tamers Best Tamers                                                                                          |                            |
| 21  | Digimon Frontier     | Digimon Frontier Uta to Ongaku Shuu                                                                                 | 22 tháng 8 năm 2002        |
| 22  | Digimon Frontier     | Digimon Frontier Character Song Collection: “Salamander”                                                            | 2 tháng 10 năm 2002        |
| 23  | Digimon Frontier     | Digimon Frontier Christmas Smile                                                                                    | 6 tháng 11 năm 2002        |
| 24  | Digimon Frontier     | Digimon Frontier Best Hit Parade                                                                                    | 2 tháng 4 năm 2003         |
| 25  | Digimon Savers       | Digimon Savers Original Soundtrack                                                                                  | 2 tháng 8 năm 2006         |
| 26  | Digimon Savers       | Digimon Savers Best Hit + New Character Songs                                                                       | 18 tháng 4 năm 2007        |
| 27  | Digimon Savers       | Digimon Savers Flashback!                                                                                           | 1 tháng 8 năm 2008         |
| 28  | Digimon Xros Wars    | Digimon Xros Wars MUSIC CODE                                                                                        | Đĩa 1: 29 tháng 9 năm 2010 |
| 28  | Digimon Xros Wars    | Digimon Xros Wars MUSIC CODE                                                                                        | Đĩa 2: 23 tháng 3 năm 2011 |
| 28  | Digimon Xros Wars    | Digimon Xros Wars MUSIC CODE                                                                                        | Đĩa 3: 18 tháng 1 năm 2012 |
| 29  | Digimon Xros Wars    | Digimon Xros Wars VOCAL CODE                                                                                        | 24 tháng 8 năm 2011        |
| 30  | Tổng hợp             | Digimon Theme Songs – Original Karaoke Best 15                                                                      | 2 tháng 5 năm 2001         |
| 31  | Tổng hợp             | Digimon Insert Song Best Evolution                                                                                  | 29 tháng 12 năm 2001       |
| 32  | Tổng hợp             | Digimon Girls Festival                                                                                              | 6 tháng 2 năm 2002         |
| 33  | Tổng hợp             | Digimon Music: Oota Michihiko Self-cover Collection ~A Message to the Future~                                       | 26 tháng 6 năm 2002        |
| 34  | Tổng hợp             | Digimon Opening Best Spirit                                                                                         | 7 tháng 8 năm 2002         |
| 35  | Tổng hợp             | Digimon Insert Song Wonder Best Evolution                                                                           | 4 tháng 12 năm 2002        |
| 36  | Tổng hợp             | Digimon Music 100 Title Commemoration Release We Love DiGiMONMUSiC                                                  | 25 tháng 12 năm 2002       |
| 37  | Tổng hợp             | We Love DiGiMONMUSiC SPECIAL Yuuki o Uketsugu Kodomotachi e －Odaiba Memorial 8/1 Project－                         | 24 tháng 7 năm 2003        |
| 38  | Tổng hợp             | Digimon Insert Song Miracle Best Evolution                                                                          | 26 tháng 12 năm 2003       |
| 39  | Tổng hợp             | Digimon Super Evolution Best!                                                                                       | Đĩa 1: 8 tháng 3 năm 2006  |
| 39  | Tổng hợp             | Digimon Super Evolution Best!                                                                                       | Đĩa 2: 22 tháng 8 năm 2007 |
| 40  | Tổng hợp             | Digimon 10th ANNIVERSARY —The Bridge To Dreams—                                                                     | 1 tháng 8 năm 2007         |
| 41  | Tổng hợp             | DIGIMON HISTORY 1999-2006 ALL THE BEST                                                                              | 1 tháng 1 năm 2010         |
| 42  | Tổng hợp             | Digimon Ending Best Aimer                                                                                           | 1 tháng 8 năm 2013         |
| 43  | Tổng hợp             | Digimon Movie Song Collection                                                                                       | 1 tháng 8 năm 2014         |
| 44  | Tổng hợp             | DIGIMON SONG BEST OF KOJI WADA                                                                                      | 31 tháng 7 năm 2016        |
| 45  | Khác                 | Digital Monster X-Evolution Original Sound Track                                                                    | 1 tháng 8 năm 2009         |

## Danh sách

### Digital Monster X-Evolution Original Sound Track
Tất cả nhạc phẩm được soạn bởi Gokita Takehiko.
| STT | Nhan đề                                                                                                  | Thời lượng |
| --- | --- | ---------- |
| 1.  | "Mirai e Ikiru" (未来へ生きる)                                                                           |            |
| 2.  | "DORUmon no Kanashii Unmei" (ドルモンの悲しい運命)                                                       |            |
| 3.  | "Project Ark Shidou" (プロジェクトアーク始動)                                                            |            |
| 4.  | "Aoi Sora • Tatakai 1" (青い空・戦い1)                                                                   |            |
| 5.  | "Royal Knights no Rongi" (ロイヤルナイツの論議)                                                          |            |
| 6.  | "Daisatsuriku Soshite Chousen" (大殺戮そして挑戦)                                                        |            |
| 7.  | "Aoi Sora • Tatakai 2" (青い空・戦い2)                                                                   |            |
| 8.  | "Kanashimi no DORUmon ~ Soshite Shinka" (悲しみのドルモン〜そして進化)                                   |            |
| 9.  | "Dukemon to Omegamon no Tatakai" (デュークモンとオメガモンの戦い)                                        |            |
| 10. | "DORUgamon" (ドルガモン)                                                                                 |            |
| 11. | "Dukemon no Yokan" (デュークモンの予感)                                                                  |            |
| 12. | "Junk World" (ジャンクワールド)                                                                          |            |
| 13. | "Yggdrasil" (イグドラシル)                                                                               |            |
| 14. | "Youshanaki Shuugeki" (容赦なき襲撃)                                                                     |            |
| 15. | "MetalGarurumon Toujou" (メタルガルルモン登場)                                                           |            |
| 16. | "Royal Knights no Tatakai ~ Koko Ni Mo Teki Ga" (ロイヤルナイツの戦い〜ここにも敵が)                     |            |
| 17. | "Doukutsu de no Tatakai ~ Tasuke Au Nakama-Tachi" (洞窟での戦い〜助け合う仲間達)                         |            |
| 18. | "WarGreymon to Chikara wo Awasete Tatakau Yuusha-Tachi" (ウォーグレイモンと力を合わせて戦う勇者達)       |            |
| 19. | "Thunder Cloud ~ Mirai e Ikiru 2 ~ Mou Taerarenai!" (サンダークラウド〜未来へ生きる2〜もう耐えられない!) |            |
| 20. | "DORUgamon no Kanashii Shinka ~ DORUguremon e" (ドルガモンの悲しい進化〜ドルグレモンへ)                  |            |
| 21. | "Yggdrasil no Saigo no Sakusen" (イグドラシルの最後の作戦)                                               |            |
| 22. | "Royal Knights no Unmei ~ Yggdrasil no Kotae" (ロイヤルナイツの運命〜イグドラシルの答え)                 |            |
| 23. | "Royal Knights to DORUGuremon no Inochi no Imi" (ロイヤルナイツとドルグレモンの命の意味)                 |            |
| 24. | "Alphamon Toujou" (アルファモン登場)                                                                     |            |
| 25. | "Yggdrasil no Shikyaku" (イグドラシルの刺客)                                                             |            |
| 26. | "Yggdrasil Toujou ~ Project Ark no Himitsu" (イグドラシル登場〜プロジェクトアークの秘密)                 |            |
| 27. | "Alphamon ~ Saigo no Tatakai" (アルファモン〜最後の戦い)                                                 |            |
| 28. | "Alphamon no Inochi no Imi" (アルファモンの命の意味)                                                     |            |
| 29. | "Mirai e Ikiru" (未来へ生きる)                                                                           |            |

### Album Tổng hợp

#### Digimon Theme Songs – Original Karaoke Best 15
| STT              | Nhan đề                                                                  | Phổ nhạc            | Thời lượng |
| ---------------- | ------------------------------------------------------------------------ | ------------------- | ---------- |
| 1.               | "Butter-Fly" (バタフライ)                                                | Chiwata Hidenori    | 4:15       |
| 2.               | "Seven"                                                                  | Koyama Kouhei       | 4:12       |
| 3.               | "Target ~Akai Shougeki~" (ターゲット ~赤い衝撃~)                         | Oota Michihiko      | 4:25       |
| 4.               | "Boku wa Boku Datte" (僕は僕だって)                                      | Chiwata Hidenori    | 4:13       |
| 5.               | "I wish"                                                                 | Shirakawa Yoshihisa | 4:02       |
| 6.               | "Itsudemo Aeru kara" (いつでも逢えるから)                                | Shouji Kumi         | 4:33       |
| 7.               | "Keep on"                                                                | Naoto Kine          | 4:53       |
| 8.               | "Ashita wa Atashi no Kaze ga Fuku" (アシタハアタシノカゼガフク)          | MIYUKI              | 4:09       |
| 9.               | "Nows Is The Time!!"                                                     | Watanabe Cheru      | 4:10       |
| 10.              | "Itsumo Itsudemo" (いつもいつでも)                                       | Takahashi Hiro      | 4:26       |
| 11.              | "Brave heart"                                                            | Oota Michihiko      | 4:09       |
| 12.              | "Break up!"                                                              | Oota Michihiko      | 4:05       |
| 13.              | "Beat Hit!!"                                                             | Oota Michihiko      | 4:18       |
| 14.              | "Shinka de Guts!" (進化でガッツ！)                                       | Oota Michihiko      | 5:11       |
| 15.              | "Zettai All Right ~Digimental Up!~" (絶対オーライ ~デジメンタルアップ!~) | Oota Michihiko      | 4:57       |
| Tổng thời lượng: | Tổng thời lượng:                                                         | Tổng thời lượng:    | 65:58      |

#### Digimon Insert Song Best Evolution
| STT              | Nhan đề                                                                                  | Phổ lời                      | Phổ nhạc            | Trình bày | Thời lượng |
| ---------------- | ---------------------------------------------------------------------------------------- | ---------------------------- | ------------------- | --- | ---------- |
| 1.               | "Brave heart"                                                                            | Oomori Shouko                | Oota Michihiko      | Miyazaki Ayumi | 4:11       |
| 2.               | "Break up!"                                                                              | Yamada Hiroshi               | Oota Michihiko      | Miyazaki Ayumi | 4:06       |
| 3.               | "Beat Hit!!"                                                                             | Yamada Hiroshi               | Oota Michihiko      | Miyazaki Ayumi | 4:18       |
| 4.               | "SLASH!!"                                                                                | Yamada Hiroshi               | Oota Michihiko      | Oota Michihiko | 3:56       |
| 5.               | "EVO"                                                                                    | Oomori Shouko                | Watanabe Cheru      | WILD CHILD BOUND | 3:41       |
| 6.               | "I Wish (Orgel Version)" (I Wish (オルゴール ヴァージョン))                              | Miura Yoshiko                | Shirakawa Yoshihisa | Maeda Ai (AiM) | 2:08       |
| 7.               | "FOREVER FRIENDS"                                                                        | Hassy                        | Murakami Masayoshi  | Hassy | 5:06       |
| 8.               | "Now Is The Time!!"                                                                      | 1171                         | Watanabe Cheru      | Maeda Ai (AiM) | 4:11       |
| 9.               | "Butter-Fly (Piano Version)" (Butter-Fly (ピアノ ヴァージョン))                          | Chiwata Hidenori             | Chiwata Hidenori    | Wada Kouji | 2:20       |
| 10.              | "Sun Goes Down"                                                                          | Fujishige Masataka           | Korenaga Kouichi    | Maeda Ai (AiM) | 5:17       |
| 11.              | "Yuuki wo Tsubasa ni Shite ~Yagami Taichi no Theme~" (勇気を翼にして ~八神太一のテーマ~) | Yamada Hiroshi               | Oota Michihiko      | Fujita Toshiko | 4:52       |
| 12.              | "Walk on the Edge ~Ishida Yamato no Theme~" (Walk on the Edge ~石田ヤマトのテーマ~)      | Yamada Hiroshi               | Arisawa Takanori    | Kazama Youto | 3:21       |
| 13.              | "3 Primary Color"                                                                        | Yamada Hiroshi               | Oota Michihiko      | Tsumura Makoto, Orikasa Fumiko, Yamaguchi Mayumi                                                                       | 4:40       |
| 14.              | "Shinka de Guts!" (進化でガッツ！)                                                       | Karaha Yasumi, Oomori Shouko | Oota Michihiko      | Sakamoto Chika, Yamaguchi Mayumi, Shigematsu Atori, Matsumoto Miwa, Sakurai Takahiro, Takeuchi Junko, Mizowaki Shihomi | 5:10       |
| 15.              | "Zettai All Right ~Digimental Up!~" (絶対オーライ ~デジメンタルアップ!~)                 | Oomori Shouko                | Oota Miichihiko     | Noda Junko, Matsumoto Miwa, Tōchika Kōichi, Urawa Megumi, Tokumitsu Yuka                                               | 4:58       |
| 16.              | "Issho ga Ii ne" (いっしょがいいね)                                                      | Oomori Shouko                | Oota Michihiko      | Nozawa Masako, Imai Yuka, Tada Aoi                                                                                     | 6:02       |
| 17.              | "Seven (Acoustic Version)" (Seven (アコースティックバージョン))                          | Koyama Kouhei                | Koyama Kouhei       | Wada Kouji | 4:42       |
| Tổng thời lượng: | Tổng thời lượng:                                                                         | Tổng thời lượng:             | Tổng thời lượng:    | Tổng thời lượng: | 72:59      |

#### Digimon Girls Festival
| STT              | Nhan đề                                                       | Phổ lời          | Phổ nhạc                        | Trình bày        | Thời lượng |
| ---------------- | ------------------------------------------------------------- | ---------------- | ------------------------------- | ---------------- | ---------- |
| 1.               | "My Style"                                                    | Matsuki Yuu      | Watanabe Cheru                  | Orikasa Fumiko   | 3:44       |
| 2.               | "Yamato Nadeshiko Panic" (ヤマトナデシコ・パニック)           | Matsuki Yuu      | Takahashi Hiro                  | Natsuki Rio      | 3:24       |
| 3.               | "Sora Iro no Kaze" (空色の風)                                 | Yamada Hiroshi   | Oota Michihiko                  | Mizutani Yuko    | 4:07       |
| 4.               | "Watashi no Mirai" (わたしの未来)                             | Oomori Shouko    | Watanabe Cheru                  | Nagano Ai        | 4:05       |
| 5.               | "Tomadoi" (とまどい)                                          | T_T              | Watanabe Mika                   | Maeda Ai (AiM)   | 5:33       |
| 6.               | "Reflection" (リフレクション)                                 | Yamada Hiroshi   | Oota Michihiko                  | Araki Kae        | 4:26       |
| 7.               | "Itsuke no Iro" (いつかの色)                                  | Watanabe Mika    | Watanabe Mika, Hashimoto Manabu | Asada Yuko       | 3:47       |
| 8.               | "Makino Ruki no Oyasumi Call" (牧野留姫のおやすみコール)      |                  |                                 | Orikasa Fumiko   | 0:21       |
| 9.               | "Makino Ruki no Hayaoki Call" (牧野留姫の早起きコール)        |                  |                                 | Orikasa Fumiko   | 0:21       |
| 10.              | "Inoue Miyako no Oyasumi Call" (井ノ上京のおやすみコール)     |                  |                                 | Natsuki Rio      | 0:48       |
| 11.              | "Inoue Miyako no Hayaoki Call" (井ノ上京の早起きコール)       |                  |                                 | Natsuki Rio      | 0:40       |
| 12.              | "Takenouchi Sora no Oyasumi Call" (武之内空のおやすみコール)  |                  |                                 | Mizutani Yuko    | 0:48       |
| 13.              | "Takenouchi Sora no Hayaoki Call" (武之内空の早起きコール)    |                  |                                 | Mizutani Yuko    | 1:25       |
| 14.              | "Lee Shiuchon no Oyasumi Call" (李小春のおやすみコール)       |                  |                                 | Nagano Ai        | 0:13       |
| 15.              | "Lee Shiuchon no Hayaoki Call" (李小春の早起きコール)         |                  |                                 | Nagano Ai        | 0:30       |
| 16.              | "Tachikawa Mimi no Oyasumi Call" (太刀川ミミのおやすみコール) |                  |                                 | Maeda Ai (AiM)   | 0:45       |
| 17.              | "Tachikawa Mimi no Hayaoki Call" (太刀川ミミの早起きコール)   |                  |                                 | Maeda Ai (AiM)   | 0:37       |
| 18.              | "Yagami Hikari no Oyasumi Call" (八神ヒカリのおやすみコール)  |                  |                                 | Araki Kae        | 0:24       |
| 19.              | "Yagami Hikari no Hayaoki Call" (八神ヒカリの早起きコール)    |                  |                                 | Araki Kae        | 0:37       |
| 20.              | "Katou Juri no Oyasumi Call" (加藤樹莉のおやすみコール)       |                  |                                 | Asada Yoko       | 0:17       |
| 21.              | "Katou Juri no Hayaoki Call" (加藤樹莉の早起きコール)         |                  |                                 | Asada Yoko       | 0:27       |
| Tổng thời lượng: | Tổng thời lượng:                                              | Tổng thời lượng: | Tổng thời lượng:                | Tổng thời lượng: | 37:01      |

#### Digimon Music: Oota Michihiko Self-cover Collection ~A Message to the Future~
Tất cả nhạc phẩm được soạn bởi Oota Michihiko.
| STT              | Nhan đề                                                           | Phổ lời          | Góp giọng                  | Thời lượng |
| ---------------- | ----------------------------------------------------------------- | ---------------- | -------------------------- | ---------- |
| 1.               | "Brave heart"                                                     | Oomori Shouko    |                            | 4:17       |
| 2.               | "Target ~Akai Shougeki~" (ターゲット ~赤い衝撃~)                  | Matsuki Yuu      |                            | 3:49       |
| 3.               | "Team"                                                            | Yamada Hiroshi   | Maeda Ai (AiM)             | 4:37       |
| 4.               | "Across the Tears"                                                | Yamada Hiroshi   |                            | 4:49       |
| 5.               | "Hontou no Tsuyosa" (本当の強さ)                                  | Yamada Hiroshi   | Wada Kouji                 | 3:59       |
| 6.               | "SLASH!!"                                                         | Yamada Hiroshi   |                            | 4:29       |
| 7.               | "3 Primary Colors"                                                | Yamada Hiroshi   | Maeda Ai (AiM), Wada Kouji | 5:13       |
| 8.               | "Mirai e no Message" (未来へのメッセージ)                         | Matsuki Yuu      |                            | 6:14       |
| 9.               | "My Melody ~Mirai e no Message~" (My Melody ~未来へのメッセージ~) |                  |                            | 2:12       |
| Tổng thời lượng: | Tổng thời lượng:                                                  | Tổng thời lượng: | Tổng thời lượng:           | 39:39      |

#### Digimon Opening Best Spirit
| STT              | Nhan đề                                                                                | Phổ lời          | Phổ nhạc         | Thời lượng |
| ---------------- | -------------------------------------------------------------------------------------- | ---------------- | ---------------- | ---------- |
| 1.               | "Butter-Fly" (バタフライ)                                                              | Chiwata Hidenori | Chiwata Hidenori | 4:18       |
| 2.               | "Butter-Fly (TV Size)" (Butter-Fly (TV サイズ))                                        | Chiwata Hidenori | Chiwata Hidenori | 1:37       |
| 3.               | "Butter-Fly (Gekijou Size #1)" (Butter-Fly (劇場サイズ #1))                            | Chiwata Hidenori | Chiwata Hidenori | 1:05       |
| 4.               | "Butter-Fly (Gekijou Size #2)" (Butter-Fly (劇場サイズ #2))                            | Chiwata Hidenori | Chiwata Hidenori | 1:05       |
| 5.               | "Butter-Fly (Gekijou Size #3)" (Butter-Fly (劇場サイズ #3))                            | Chiwata Hidenori | Chiwata Hidenori | 1:06       |
| 6.               | "Butter-Fly (Piano Version)" (Butter-Fly (ピアノ ヴァージョン))                        | Chiwata Hidenori | Chiwata Hidenori | 2:23       |
| 7.               | "Target ~Akai Shougeki~" (ターゲット～赤い衝撃～)                                      | Matsuki Yuu      | Oota Michihiko   | 4:26       |
| 8.               | "Target~Akai Shougeki~ (TV Size)" (ターゲット ~赤い衝撃~ (TV サイズ))                  | Matsuki Yuu      | Oota Michihiko   | 1:32       |
| 9.               | "Target~Akai Shougeki~ (Director's Version)" (Butter-Fly (ピアノ ヴァージョン))        | Matsuki Yuu      | Oota Michihiko   | 3:39       |
| 10.              | "The Biggest Dreamer"                                                                  | Yamada Hiroshi   | Oota Michihiko   | 3:51       |
| 11.              | "The Biggest Dreamer (TV Size)" (The Biggest Dreamer (TV サイズ))                      | Yamada Hiroshi   | Oota Michihiko   | 1:33       |
| 12.              | "FIRE!!"                                                                               | Yamada Hiroshi   | Oota Michihiko   | 4:11       |
| 13.              | "FIRE!! (TV Size)" (FIRE!! (TV サイズ))                                                | Yamada Hiroshi   | Oota Michihiko   | 1:33       |
| 14.              | "Butter-Fly (Original Karaoke)" (バタフライ (Original Karaoke))                        |                  | Chiwata Hidenori | 4:17       |
| 15.              | "Target ~Akai Shougeki~ (Original Karaoke)" (ターゲット ~赤い衝撃~ (Original Karaoke)) |                  | Oota Miichihiko  | 4:28       |
| 16.              | "The Biggest Dreamer (Original Karaoke)"                                               |                  | Oota Michihiko   | 3:51       |
| 17.              | "FIRE!! (Original Karaoke)"                                                            |                  | Oota Michihiko   | 4:13       |
| 18.              | "The Biggest Dreamer (Arrange Version)" (The Biggest Dreamer (アレンジ ヴァージョン))  | Yamada Hiroshi   | Oota Michihiko   | 2:42       |
| 19.              | "FIRE!! (Arrange Version)" (FIRE!! (アレンジ ヴァージョン))                            | Yamada Hiroshi   | Oota Michihiko   | 2:33       |
| Tổng thời lượng: | Tổng thời lượng:                                                                       | Tổng thời lượng: | Tổng thời lượng: | 54:23      |

#### Digimon Insert Song Wonder Best Evolution
| STT | Nhan đề                                                                 | Phổ lời          | Phổ nhạc           | Trình bày                   | Thời lượng |
| --- | ----------------------------------------------------------------------- | ---------------- | ------------------ | --------------------------- | ---------- |
| 1.  | "Requiem" (レクイエム)                                                  | Arisawa Takanori | Arisawa Takanori   | The Little Singers Of Tōkyō |            |
| 2.  | "EVO"                                                                   | Oomori Shouko    | Watanabe Cheru     | WILD CHILD BOUND            |            |
| 3.  | "Holy light ~Yagami Hikari no Theme~" (Holy Light ~八神ヒカリのテーマ~) | Oomori Shouko    | Iwasaki Motoyoshi  | Araki Kae                   |            |
| 4.  | "Boku Wa Boku Datte" (僕は僕だって)                                     | Matsuki Yuu      | Chiwata Hidenori   | Wada Kouji                  |            |
| 5.  | "Beat Hit!!"                                                            | Yamada Hiroshi   | Oota Michihiko     | Miyazaki Ayumi              |            |
| 6.  | "FOREVER FRIENDS (ACOUSTIC VERSION)"                                    | Hassy            | Murakami Masayoshi | Hassy                       |            |
| 7.  | "Fragile heart"                                                         | ai               | Kondou Akio        | Maeda Ai (AiM)              |            |
| 8.  | "Break up!"                                                             | Yamada Hiroshi   | Oota Michihiko     | Miyazaki Ayumi              |            |
| 9.  | "Otoko Shibuki" (男飛沫)                                                | Yamada Hitoshi   | Oota Michihiko     | Tamaki Yukiko, Aoyama Touko |            |
| 10. | "Yuuhi no Yakusoku (BDT Size)" (夕陽の約束 (BDT Size))                  | Izumikawa Sora   | Izumikawa Sora     | Orikasa Fumiko              |            |
| 11. | "Brave heart"                                                           | Oomori Shouko    | Oota Michihiko     | Miyazaki Ayumi              |            |
| 12. | "Across the Tears"                                                      | Yamada Hiroshi   | Oota Michihiko     | Tsumura Makoto              |            |
| 13. | "One Vision (DUKEMON MATRIX EVOLUTION VERSION)"                         | Yamada Hiroshi   | Oota Michihiko     | Tanimoto Takayoshi          |            |
| 14. | "Tenshi no Inori" (天使の祈り)                                          | Yamada Hiroshi   | Oota Michihiko     | Maeda Ai (AiM)              |            |
| 15. | "SLASH!!"                                                               | Yamada Hiroshi   | Oota Michihiko     | Oota Michihiko              |            |
| 16. | "Negai Kanaeru Kagi" (願いかなえるカギ)                                 | Matsuki Yuu      | Egawa Hiroshi      | Kazama Yuuto                |            |
| 17. | "With The Will"                                                         | Oomori Shouko    | Watanabe Cheru     | Wada Kouji                  |            |
| 18. | "Tomodachi no Umi" (トモダチの海)                                       | Yamada Hiroshi   | Yamazaki Yo        | Sammy                       |            |
| 19. | "Maisange ~Sakuyamon no Uta~" (舞散花 ~サクヤモンの唄~)                 |                  |                    | Imai Yuka                   |            |

#### Digimon Music 100 Title Commemoration Release We Love DiGiMONMUSiC
Digimon Music 100 Title Commemoration Release We Love DiGiMONMUSiC (デジモンミュージック100タイトル記念作品 We Love DiGiMONMUSIC Dejimon Myūjikku 100 Taitoru Kinen Sakuhin We Love DiGiMONMUSiC) là bộ album tổng hợp được phát hành vào ngày 25 tháng 12 năm 2002 nhân kỉ niệm nhạc phim Digimon chạm mốc 100 tiêu đề bài nhạc phim kể từ khi ra mắt mùa đầu tiên của sê-ri anime cùng tên. Các bài hát trong album được tuyển chọn từ một số bài hát mở đầu kết thúc của bốn sê-ri đầu tiên là Digimon Adventure, Digimon Adventure 02, Digimon Tamers và Digimon Frontier (tính đến thời điểm phát hành bộ album này). Album có tất cả năm đĩa trong một bộ bao gồm:
- Bốn đĩa đầu là hai bài hát mở đầu và kết thúc của từng sê-ri anime Digimon gồm nguyên bản và bản kỉ niệm do các seiyu lồng tiếng cho các nhân vật chính trong từng sê-ri trên, sau cùng là những cảm nhận của những nhân vật này. Thông thường, bài hát mở đầu phiên bản kỉ niệm được các nhân vật nam chính cùng Digimon đồng hành của mình (nếu có) và ngược lại.
- Đĩa cuối cùng là đĩa dành cho các nghệ sĩ đã làm nên các bài hát được lồng trong anime Digimon, họ trình bày bài hát Yuuki wo Uketsugu Kodomotachi e (勇気を受け継ぐ子供達へ Yūki o Uketsugu Kodomotachi e?) và kèm theo cảm nhận của họ.

Bộ album này được phát hành lần đầu có số danh mục từ NECA-70006 đến NECA-70010. 11 năm sau, nó được tái bản và mang số danh mục mới từ NECA-70077 đến NECA-70081.
Lưu ý: Đĩa 1: Digimon Adventure không có sự góp giọng của Takeru, Patamon, Hikari và Tailmon vì các nhân vật này đã trình bày phiên bản kỉ niệm và nêu cảm nhận trong Đĩa 2: Digimon Adventure 02.
| Đĩa 1: Digimon Adventure | Đĩa 1: Digimon Adventure                                                | Đĩa 1: Digimon Adventure | Đĩa 1: Digimon Adventure | Đĩa 1: Digimon Adventure | Đĩa 1: Digimon Adventure |
| STT                      | Nhan đề                                                                 | Phổ lời                  | Phổ nhạc                 | Trình bày | Thời lượng               |
| ------------------------ | ----------------------------------------------------------------------- | ------------------------ | ------------------------ | --- | ------------------------ |
| 1.                       | "Butter-Fly (Memorial Version)" (Butter-Fly (メモリアル・ヴァージョン)) | Chiwata Hidenori         | Chiwata Hidenori         | Kikuchi Masami, Tenjin Umi, Kazama Youto, Fujita Toshiko, Yamaguchi Mayumi, Sakamoto Chika, Sakurai Takahiro, Takeuchi Junko | 4:31                     |
| 2.                       | "I wish (Memorial Version)" (I wish (メモリアル・ヴァージョン))         | Miura Yoshiko            | Shirakawa Yoshihisa      | Mizutani Yuko, Shigematsu Atori, Maeda Ai (AiM), Mizowaki Shihomi                                                            | 4:10                     |
| 3.                       | "Butter-Fly" (バタフライ)                                               | Chiwata Hidenori         | Chiwata Hidenori         | Wada Kouji | 4:17                     |
| 4.                       | "I wish"                                                                | Miura Yoshiko            | Shirakawa Yoshihisa      | Maeda Ai (AiM) | 4:05                     |
| 5.                       | "Team Adventure Comment sono 1" (チームアドベンチャー コメントその1)    |                          |                          | | 3:22                     |
| 6.                       | "Team Adventure Comment sono 2" (チームアドベンチャー コメントその2)    |                          |                          | | 1:51                     |
| Tổng thời lượng:         | Tổng thời lượng:                                                        | Tổng thời lượng:         | Tổng thời lượng:         | Tổng thời lượng: | 22:16                    |

Tất cả lời bài hát được viết bởi Matsuki Yuu.
| Đĩa 2: Digimon Adventure 02 | Đĩa 2: Digimon Adventure 02                                                                     | Đĩa 2: Digimon Adventure 02 | Đĩa 2: Digimon Adventure 02                                                                            | Đĩa 2: Digimon Adventure 02 |
| STT                         | Nhan đề                                                                                         | Phổ nhạc                    | Trình bày                                                                                              | Thời lượng                  |
| --------------------------- | ----------------------------------------------------------------------------------------------- | --------------------------- | --- | --------------------------- |
| 1.                          | "Target ~Akai Shougeki~ (Memorial Version)" (ターゲット～赤い衝撃～ (メモリアル・ヴァージョン)) | Oota Michihiko              | Kiuchi Reiko, Paku Romi, Yamamoto Taisuke, Urawa Megumi, Takahashi Naozumi, Matsumoto Miwa, Noda Junko | 3:48                        |
| 2.                          | "Itsumo Itsudemo (Memorial Version)" (いつもいつでも (メモリアル・ヴァージョン))                | Shirakawa Akira             | Natsuki Rio, Araki Kae, Tōchika Kōichi, Tokumitsu Yuka                                                 | 4:23                        |
| 3.                          | "Target ~Akai Shougeki~" (ターゲット～赤い衝撃～)                                               | Oota Michihiko              | Wada Kouji                                                                                             | 4:26                        |
| 4.                          | "Itsumo Itsudemo" (いつもいつでも)                                                              | Shirakawa Akira             | Maeda Ai (AiM)                                                                                         | 4:31                        |
| 5.                          | "Team 02 Comment sono 1" (チーム02 コメントその1)                                               |                             | | 3:40                        |
| 6.                          | "Team 02 Comment sono 2" (チーム02 コメントその2)                                               |                             | | 1:05                        |
| Tổng thời lượng:            | Tổng thời lượng:                                                                                | Tổng thời lượng:            | Tổng thời lượng:                                                                                       | 21:53                       |

| Đĩa 3: Digimon Tamers | Đĩa 3: Digimon Tamers                                                                     | Đĩa 3: Digimon Tamers | Đĩa 3: Digimon Tamers | Đĩa 3: Digimon Tamers | Đĩa 3: Digimon Tamers |
| STT                   | Nhan đề                                                                                   | Phổ lời               | Phổ nhạc              | Trình bày | Thời lượng            |
| --------------------- | ----------------------------------------------------------------------------------------- | --------------------- | --------------------- | --- | --------------------- |
| 1.                    | "The Biggest Dreamer (Memorial Version)" (The Biggest Dreamer (メモリアル・ヴァージョン)) | Yamada Hiroshi        | Oota Michihiko        | Tsumura Makoto, Yamaguchi Mayumi, Kanemaru Jun'ichi, Yanada Kiyoyuki, Seta Ikkei, Tamaki Yukiko, Aoyama Touko, Iwamura Ai, Takahashi Hiroki, Tada Aoi, Nozawa Masako | 4:02                  |
| 2.                    | "My Tomorrow (Memorial Version)" (My Tomorrow (メモリアル・ヴァージョン))                 | Matsuki Yuu           | Okubo Kaoru           | Orikasa Fumiko, Imai Yuka, Kaneda Tomoko, Hirata Hiroaki, Nagano Ai, Tada Aoi, Asada Yoko                                                                            | 4:35                  |
| 3.                    | "The Biggest Dreamer"                                                                     | Yamada Hiroshi        | Oota Michihiko        | Wada Kouji | 3:51                  |
| 4.                    | "My Tomorrow"                                                                             | Matsuki Yuu           | Okubo Kaoru           | Maeda Ai (AiM) | 4:30                  |
| 5.                    | "Team Tamers Comment sono 1" (チームテイマーズ コメントその1)                             |                       |                       | | 5:49                  |
| 6.                    | "Team Tamers Comment sono 2" (チームテイマーズ コメントその2)                             |                       |                       | | 5:38                  |
| Tổng thời lượng:      | Tổng thời lượng:                                                                          | Tổng thời lượng:      | Tổng thời lượng:      | Tổng thời lượng: | 28:25                 |

| Đĩa 4: Digimon Frontier | Đĩa 4: Digimon Frontier                                                                                   | Đĩa 4: Digimon Frontier | Đĩa 4: Digimon Frontier | Đĩa 4: Digimon Frontier                                                         | Đĩa 4: Digimon Frontier |
| STT                     | Nhan đề                                                                                                   | Phổ lời                 | Phổ nhạc                | Trình bày                                                                       | Thời lượng              |
| ----------------------- | --- | ----------------------- | ----------------------- | ------------------------------------------------------------------------------- | ----------------------- |
| 1.                      | "FIRE!! (Memorial Version)" (FIRE!! (メモリアル・ヴァージョン))                                           | Yamada Hiroshi          | Oota Michihiko          | Suzumura Kenichi, Kamiya Hiroshi, Amada Masato, Takeuchi Junko, Watanabe Kumiko | 3:56                    |
| 2.                      | "Innocent ~Mujaki na Mama de~ (Memorial Version)" (イノセント~無邪気なままで~ (メモリアル・ヴァージョン)) | Matsuki Yuu             | Chiwata Hidenori        | Ishige Sawa, Sugiyama Kazuko, Kikuchi Masami                                    | 4:18                    |
| 3.                      | "FIRE!!"                                                                                                  | Yamada Hiroshi          | Oota Michihiko          | Wada Kouji                                                                      | 4:11                    |
| 4.                      | "Innocent ~Mujaki na Mama de~" (イノセント~無邪気なままで~)                                               | Matsuki Yuu             | Chiwata Hidenori        | Wada Kouji                                                                      | 4:26                    |
| 5.                      | "Team Frontier Comment sono 1" (チームフロンティア コメントその1)                                         |                         |                         |                                                                                 | 4:31                    |
| 6.                      | "Team Frontier Comment sono 2" (チームフロンティア コメントその2)                                         |                         |                         |                                                                                 | 1:24                    |
| Tổng thời lượng:        | Tổng thời lượng:                                                                                          | Tổng thời lượng:        | Tổng thời lượng:        | Tổng thời lượng:                                                                | 22:46                   |

Tất cả lời bài hát được viết bởi Yamada Hiroshi; tất cả nhạc phẩm được soạn bởi Oota Michihiko.
| Đĩa 5: Digimon Artist | Đĩa 5: Digimon Artist                                                                            | Đĩa 5: Digimon Artist                                                                                          | Đĩa 5: Digimon Artist |
| STT                   | Nhan đề                                                                                          | Trình bày | Thời lượng            |
| --------------------- | ------------------------------------------------------------------------------------------------ | --- | --------------------- |
| 1.                    | "Yuuki wo Uketsugu Kodomotachi e" (勇気を受け継ぐ子供達へ)                                       | Wada Kouji, Oota Michihiko, Miyazaki Ayumi, Tanimoto Takayoshi, Hassy, Sammy, WILD CHILD BOUND, Maeda Ai (AiM) | 5:21                  |
| 2.                    | "Yuuki wo Uketsugu Kodomotachi e (Original Karaoke)" (勇気を受け継ぐ子供達へ (Original Karaoke)) | | 5:20                  |
| 3.                    | "Team Artist Comment" (チームアーティスト コメント)                                              | | 5:03                  |
| 4.                    | "Mirai e no Message ~Orgel Version~" (未来へのメッセージ (オルゴール ヴァージョン))              | | 2:56                  |
| Tổng thời lượng:      | Tổng thời lượng:                                                                                 | Tổng thời lượng:                                                                                               | 18:40                 |

#### We Love DiGiMONMUSiC SPECIAL Yuuki o Uketsugu Kodomotachi e －Odaiba Memorial 8/1 Project－
| STT | Nhan đề | Phổ lời        | Phổ nhạc         | Trình bày | Thời lượng |
| --- | --- | -------------- | ---------------- | --- | ---------- |
| 1.  | "Yuuki wo Uketsugu Kodomotachi e" (勇気を受け継ぐ子供達へ) | Yamada Hiroshi | Oota Michihiko   | Wada Kouji, Oota Michihiko, Miyazaki Ayumi, Tanimoto Takayoshi, Hassy, Sammy, WILD CHILD BOUND, Maeda Ai (AiM) |            |
| 2.  | "Yuuki wo Uketsugu Kodomotachi e (Original Karaoke)" (勇気を受け継ぐ子供達へ (Original Karaoke)) |                | Oota Michihiko   | |            |
| 3.  | "Target ~Akai Shougeki~ (TV size)" ((ターゲット ~赤い衝撃~ (TV サイズ)) | Matsuki Yuu    | Oota Michihiko   | Wada Kouji |            |
| 4.  | "Avant 02" (アバン 02) |                | Arisawa Takanori | |            |
| 5.  | "Sub Title 02" (サブ • タイトル 02) |                | Arisawa Takanori | |            |
| 6.  | "Tanoshii Houkago" (楽しい放課後) |                | Arisawa Takanori | |            |
| 7.  | "Saikai" (再会) |                | Arisawa Takanori | |            |
| 8.  | "Kyoufu no Ashiato" (恐怖の足音) |                | Arisawa Takanori | |            |
| 9.  | "Run With The Wind ~Yamato no Theme~ #2" (Run With The Wind ~ヤマトのテーマ~ #2) |                | Arisawa Takanori | |            |
| 10. | "Hirogaru Fuan" (拡がる不安) |                | Arisawa Takanori | |            |
| 11. | "Kuroi Kage" (黒い影) |                | Arisawa Takanori | |            |
| 12. | "Eye Catch 02" (アイ • キャッチ 02) |                | Arisawa Takanori | |            |
| 13. | "Toki no Sugiyuku Mama ni..." (時の過ぎゆくままに…) |                | Arisawa Takanori | |            |
| 14. | "Saa, Digital World e Ikou!" (さあ, デジタルワールドへ行こう!) |                | Arisawa Takanori | |            |
| 15. | "Akumu" (悪夢) |                | Arisawa Takanori | |            |
| 16. | "Kanshou" (感傷) |                | Arisawa Takanori | |            |
| 17. | "Namida no Yukue" (涙の行方) |                | Arisawa Takanori | |            |
| 18. | "Ashita wa Atashi no Kaze ga Fuku (TV Size)" (アシタハアタシノカゼガフク (TV サイズ)) | Miura Yoshiko  | MIYUKI           | Maeda Ai (AiM)                                                                                                 |            |
| 19. | "Yuuki wo Uketsugu Kodomotachi e –2003.4.5 LIVE VERSION– (Odaiba Memorial Concert 2003 –Haru– 4/5 Artist DAY Yori)" (勇気を受け継ぐ子供達へ –2003.4.5 LIVE VERSION– 「お台場メモリアルコンサート 2003 –春– 4/5 アーティスト DAY より」) | Yamada Hiroshi | Oota Michihiko   | Wada Kouji, Oota Michihiko, Miyazaki Ayumi, Tanimoto Takayoshi, Hassy, Sammy, WILD CHILD BOUND, Maeda Ai (AiM) |            |

#### Digimon Insert Song Miracle Best Evolution
| STT | Nhan đề                                                                                        | Phổ lời         | Phổ nhạc           | Trình bày                       | Thời lượng |
| --- | ---------------------------------------------------------------------------------------------- | --------------- | ------------------ | ------------------------------- | ---------- |
| 1.  | "The last element"                                                                             | Yamada Hiroshi  | Watanabe Cheru     | Miyazaki Ayumi                  |            |
| 2.  | "Salamander ~Takuya no Theme~" (サラマンダー ~拓也のテーマ~)                                   | Yamada Hiroshi  | Oota Michihiko     | Takeuchi Junko                  |            |
| 3.  | "One Vision (GALGOMON MATRIX EVOLUTION VERSION)"                                               | Yamada Hiroshi  | Oota Michihiko     | Tanimoto Takayoshi              |            |
| 4.  | "Black Intruder"                                                                               | Yamada Hiroshi  | Oota Michihiko     | Takahashi Hiroki                |            |
| 5.  | "Last Piece –Tsuyoku Naritakute–" (Last Piece –強くなりたくて–)                                | Uran            | Yamazaki Yo        | Orikasa Fumiko, Imai Yuka       |            |
| 6.  | "FOREVER FRIENDS (ACOUSTIC VERSION)"                                                           | Yamada Hiroshi  | Oota Michihiko     | Miyazaki Ayumi                  |            |
| 7.  | "Kaze" (風)                                                                                    | Wada Kouji      | Ookubo Kaoru       | Wada Kouji                      |            |
| 8.  | "EVO"                                                                                          | Omori Shouko    | Watanabe Cheru     | WILD CHILD BOUND                |            |
| 9.  | "Blader ~Duskmon no Theme~" (Blader ~ダスクモンのテーマ~)                                      | Yamada Hitoshi  | Oota Michihiko     | Suzumura Kenichi                |            |
| 10. | "Culu Culu Culumon" (くるっくるっクルモン)                                                     | Yamamoto Hidemi | Shimada Youichi    | Kaneda Tomoko                   |            |
| 11. | "Spirit Daisakusen ~Bokomon & Neemon no Theme~" (スピリット大作戦 ~ボコモン&ネーモンのテーマ~) | Matsui Kyouko   | Oota Michihiko     | Sugiyama Kazuko, Kikuchi Masami |            |
| 12. | "Himawari" (ひまわり)                                                                          | ai              | Kashiwara Nobuhiko | Maeda Ai (AiM)                  |            |
| 13. | "FIGHTING SOUL"                                                                                | Maysuki Yuu     | Oota Michihiko     | Kanemaru Jun'ichi, Seta Ikkei   |            |
| 14. | "With The Will"                                                                                | Oomori Shouko   | Watanabe Cheru     | Wada Kouji                      |            |
| 15. | "Beat Hit!!"                                                                                   | Yamada Hiroshi  | Oota Michihiko     | Miyazaki Ayumi                  |            |
| 16. | "SLASH"                                                                                        | Yamada Hiroshi  | Oota Michihiko     | Oota Michihiko                  |            |
| 17. | "Brave heart"                                                                                  | Oomori Shouko   | Oota Michihiko     | Miyazaki Ayumi                  |            |
| 18. | "Haruka na Okurimono" (遥かな贈りもの)                                                         | Oomori Shouko   | Chiwata Hidenori   | Wada Kouji, Maeda Ai (AiM)      |            |

#### Digimon Super Evolution Best!
| Đĩa 1            | Đĩa 1                                                           | Đĩa 1            | Đĩa 1               | Đĩa 1                      | Đĩa 1      |
| STT              | Nhan đề                                                         | Phổ lời          | Phổ nhạc            | Trình bày                  | Thời lượng |
| ---------------- | --------------------------------------------------------------- | ---------------- | ------------------- | -------------------------- | ---------- |
| 1.               | "Avant" (アバン)                                                |                  | Arisawa Takanori    |                            | 0:32       |
| 2.               | "Butter-Fly" (バタフライ)                                       | Chiwata Hidenori | Chiwata Hidenori    | Wada Kouji                 | 4:17       |
| 3.               | "I wish"                                                        | Miura Yoshiko    | Shirakawa Yoshihisa | Maeda Ai (AiM)             | 4:04       |
| 4.               | "Keep on"                                                       | NK               | Naoto Kine          | Maeda Ai (AiM)             | 4:57       |
| 5.               | "Avant 02" (アバン 02)                                          |                  | Arisawa Takanori    |                            | 0:35       |
| 6.               | "Target ~Akai Shougeki~" (ターゲット～赤い衝撃～)               | matsuki Yuu      | Oota Michihiko      | Wada Kouji                 | 4:26       |
| 7.               | "Ashita wa Atashi no Kaze ga Fuku" (アシタハアタシノカゼガフク) | Miura Yoshiko    | MIYUKI              | Maeda Ai (AiM)             | 4:10       |
| 8.               | "Itsumo Itsudemo" (いつもいつでも)                              | Matsuki Yuu      | Oota Michihiko      | Maeda Ai (AiM)             | 4:28       |
| 9.               | "Digimon Tamers no Theme" (デジモンテイマーズのテーマ)          |                  | Arisawa Takanori    |                            | 2:24       |
| 10.              | "The Biggest Dreamer"                                           | Yamada Hiroshi   | Oota Michihiko      | Wada Kouji                 | 3:50       |
| 11.              | "My Tomorrow"                                                   | Matsuki Yuu      | Okubo Kaoru         | Maeda Ai (AiM)             | 4:27       |
| 12.              | "Days ~Aijou To Nichijou~" (Days ~愛情と日常~)                  | Uran             | Okubo Kaoru, Uran   | Maeda Ai (AiM)             | 4:58       |
| 13.              | "Digimon Frontier no Theme" (デジモンフロンティアのテーマ)      |                  | Arisawa Takanori    |                            | 3:10       |
| 14.              | "FIRE!!"                                                        | Yamada Hiroshi   | Oota Michihiko      | Wada Kouji                 | 4:10       |
| 15.              | "Innocent ~Mujaki Na Mama De~" (イノセント ~無邪気なままで~)    | Matsuki Yuu      | Chiwata Hidenori    | Wada Kouji                 | 4:24       |
| 16.              | "An endless Tale"                                               | Yamada Hiroshi   | Oota Michihiko      | Wada Kouji, Maeda Ai (AiM) | 3:43       |
| 17.              | "Ansoku" (安息)                                                 |                  | Arisawa Takanori    |                            | 1:24       |
| Tổng thời lượng: | Tổng thời lượng:                                                | Tổng thời lượng: | Tổng thời lượng:    | Tổng thời lượng:           | 59:59      |

| Đĩa 2            | Đĩa 2                                                           | Đĩa 2             | Đĩa 2               | Đĩa 2                      | Đĩa 2      |
| STT              | Nhan đề                                                         | Phổ lời           | Phổ nhạc            | Trình bày                  | Thời lượng |
| ---------------- | --------------------------------------------------------------- | ----------------- | ------------------- | -------------------------- | ---------- |
| 1.               | "Gouing! Going! My Soul!!" (強ing!Going!My Soul!!)              | Hiruma Tooru      | POM                 | Dynamite SHU               | 3:51       |
| 2.               | "Hirari" (ヒラリ)                                               | Wada Kouji        | IKUO                | Wada Kouji                 | 3:48       |
| 3.               | "FIRE!!"                                                        | Yamada Hiroshi    | Oota Michihiko      | Wada Kouji                 | 4:11       |
| 4.               | "The Biggest Dreamer"                                           | Yamada Hiroshi    | Oota Michihiko      | Wada Kouji                 | 3:50       |
| 5.               | "Target ~Akai Shougeki~" (ターゲット～赤い衝撃～)               | matsuki Yuu       | Oota Michihiko      | Wada Kouji                 | 4:27       |
| 6.               | "Butter-Fly" (バタフライ)                                       | Chiwata Hidenori  | Chiwata Hidenori    | Wada Kouji                 | 4:17       |
| 7.               | "Innocent ~Mujaki Na Mama De~" (イノセント ~無邪気なままで~)    | Matsuki Yuu       | Chiwata Hidenori    | Wada Kouji                 | 4:26       |
| 8.               | "Ryuusei" (デジモンテイマーズのテーマ)                          | yukiko            | yukiko              | MiyuMiyu                   | 3:41       |
| 9.               | "One Star"                                                      | Sakakibara Tomoki | POM                 | Itou Yousuke               | 3:57       |
| 10.              | "An endless Tale"                                               | Yamada Hiroshi    | Oota Michihiko      | Wada Kouji, Maeda Ai (AiM) | 3:41       |
| 11.              | "Days ~Aijou To Nichijou~" (Days ~愛情と日常~)                  | Uran              | Okubo Kaoru, Uran   | Maeda Ai (AiM)             | 4:57       |
| 12.              | "My Tomorrow"                                                   | Matsuki Yuu       | Okubo Kaoru         | Maeda Ai (AiM)             | 4:29       |
| 13.              | "Itsumo Itsudemo" (いつもいつでも)                              | Matsuki Yuu       | Oota Michihiko      | Maeda Ai (AiM)             | 4:27       |
| 14.              | "Ashita wa Atashi no Kaze ga Fuku" (アシタハアタシノカゼガフク) | Miura Yoshiko     | MIYUKI              | Maeda Ai (AiM)             | 4:10       |
| 15.              | "Keep on"                                                       | NK                | Naoto Kine          | Maeda Ai (AiM)             | 4:58       |
| 16.              | "I wish"                                                        | Miura Yoshiko     | Shirakawa Yoshihisa | Maeda Ai (AiM)             | 4:03       |
| Tổng thời lượng: | Tổng thời lượng:                                                | Tổng thời lượng:  | Tổng thời lượng:    | Tổng thời lượng:           | 67:13      |

#### Digimon 10th ANNIVERSARY —The Bridge To Dreams—
| STT              | Nhan đề                                                             | Phổ lời          | Phổ nhạc         | Trình bày        | Thời lượng |
| ---------------- | ------------------------------------------------------------------- | ---------------- | ---------------- | ---------------- | ---------- |
| 1.               | "Towa ni Tsuzuke!!" (永久に続け！！)                                | Ami              | Masaki Osamu     | Fujita Toshiko   | 4:19       |
| 2.               | "Ashita" (明日)                                                     | Miyazaki Ayumi   | Miyazaki Ayumi   | Kiuchi Reiko     | 3:36       |
| 3.               | "Kiseki no Takaramono" (キセキの宝物)                               | Ami              | Miyazaki Ayumi   | Tsumura Makoto   | 4:04       |
| 4.               | "Secret Rendezvous"                                                 | Fukushi Kentarou | Fukushi Kentarou | Takeuchi Junko   | 4:54       |
| 5.               | "Yume no Kakera" (夢のカケラ)                                       | Shirai Yuuki     | Masaki Osamu     | Hoshi Souichirou | 4:33       |
| 6.               | "TRY AGAIN!!"                                                       | IKUO             | IKUO             | IKUO             | 4:11       |
| 7.               | "Omoide no Mukou" (想い出の向こう)                                  | Miyazaki Ayumi   | Miyazaki Ayumi   | Miyazaki Ayumi   | 4:07       |
| 8.               | "Chiisana Kakera" (小さなかけら)                                    | ai               | ai               | Maeda Ai (AiM)   | 3:42       |
| 9.               | "Hokori ~Kagirinaki Chikara no Shoumei~" (誇り～限りなき力の証明～) | Wada Kouji       | Wada Kouji       | Wada Kouji       | 5:22       |
| Tổng thời lượng: | Tổng thời lượng:                                                    | Tổng thời lượng: | Tổng thời lượng: | Tổng thời lượng: | 38:48      |

#### DIGIMON HISTORY 1999-2006 ALL THE BEST
| Đĩa 1 | Đĩa 1                                              | Đĩa 1            | Đĩa 1            | Đĩa 1          | Đĩa 1      |
| STT   | Nhan đề                                            | Phổ lời          | Phổ nhạc         | Trình bày      | Thời lượng |
| ----- | -------------------------------------------------- | ---------------- | ---------------- | -------------- | ---------- |
| 1.    | "Butter-Fly" (バタフライ)                          | Chiwata Hidenori | Chiwata Hidenori | Wada Kouji     |            |
| 2.    | "Target ~Akai Shougeki~" (僕は僕だって)            | matsuki Yuu      | Oota Michihiko   | Wada Kouji     |            |
| 3.    | "The Biggest Dreamer"                              | Yamada Hiroshi   | Oota Michihiko   | Wada Kouji     |            |
| 4.    | "FIRE!!"                                           | Yamada Hiroshi   | Oota Michihiko   | Wada Kouji     |            |
| 5.    | "Gouing! Going! My Soul!!" (強ing!Going!My Soul!!) | Hiruma Tooru     | POM              | Dynamite SHU   |            |
| 6.    | "Hirari" (ヒラリ)                                  | Wada Kouji       | IKUO             | Wada Kouji     |            |
| 7.    | "With The Will"                                    | Oomori Shouko    | Watanabe Cheru   | Wada Kouji     |            |
| 8.    | "Brave heart"                                      | Oomori Shouko    | Oota Michihiko   | Miyazaki Ayumi |            |
| 9.    | "Break up!"                                        | Yamada Hiroshi   | Oota Michihiko   | Miyazaki Ayumi |            |
| 10.   | "Beat Hit!!"                                       | Yamada Hiroshi   | Oota Michihiko   | Miyazaki Ayumi |            |
| 11.   | "The Last Element"                                 | Yamada Hiroshi   | Watanabe Cheru   | Miyazaki Ayumi |            |
| 12.   | "Believer"                                         | Yamada Hiroshi   | Oota Michihiko   | IKUO           |            |

| Đĩa 2 | Đĩa 2                                                           | Đĩa 2             | Đĩa 2               | Đĩa 2                      | Đĩa 2      |
| STT   | Nhan đề                                                         | Phổ lời           | Phổ nhạc            | Trình bày                  | Thời lượng |
| ----- | --------------------------------------------------------------- | ----------------- | ------------------- | -------------------------- | ---------- |
| 1.    | "I wish"                                                        | Miura Yoshiko     | Shirakawa Yoshihisa | Maeda Ai (AiM)             |            |
| 2.    | "Keep on"                                                       | NK                | Naoto Kine          | Maeda Ai (AiM)             |            |
| 3.    | "Ashita wa Atashi no Kaze ga Fuku" (アシタハアタシノカゼガフク) | Miura Yoshiko     | MIYUKI              | Maeda Ai (AiM)             |            |
| 4.    | "Itsumo Itsudemo" (いつもいつでも)                              | Matsuki Yuu       | Oota Michihiko      | Maeda Ai (AiM)             |            |
| 5.    | "My Tomorrow"                                                   | Matsuki Yuu       | Okubo Kaoru         | Maeda Ai (AiM)             |            |
| 6.    | "Days ~Aijou To Nichijou~" (Days ~愛情と日常~)                  | Uran              | Okubo Kaoru, Uran   | Maeda Ai (AiM)             |            |
| 7.    | "Innocent ~Mujaki Na Mama De~" (イノセント ~無邪気なままで~)    | Matsuki Yuu       | Chiwata Hidenori    | Wada Kouji                 |            |
| 8.    | "An endless Tale"                                               | Yamada Hiroshi    | Oota Michihiko      | Wada Kouji, Maeda Ai (AiM) |            |
| 9.    | "One Star"                                                      | Sakakibara Tomoki | POM                 | Itou Yousuke               |            |
| 10.   | "Ryuusei" (デジモンテイマーズのテーマ)                          | yukiko            | yukiko              | MiyuMiyu                   |            |
| 11.   | "SLASH!!"                                                       | Yamada Hiroshi    | Oota Michihiko      | Oota Michihiko             |            |
| 12.   | "EVO"                                                           | Oomori Shouko     | Watanabe Cheru      | WILD CHILD BOUND           |            |
| 13.   | "One Vision"                                                    | Yamada Hiroshi    | Oota Michihiko      | Tanimoto Takayoshi         |            |

#### Digimon Ending Best Aimer
| STT              | Nhan đề                                                                                       | Phổ lời           | Phổ nhạc            | Trình bày                  | Thời lượng |
| ---------------- | --------------------------------------------------------------------------------------------- | ----------------- | ------------------- | -------------------------- | ---------- |
| 1.               | "Keep on"                                                                                     | NK                | Naoto Kine          | Maeda Ai (AiM)             | 4:57       |
| 2.               | "One Star"                                                                                    | Sakakibara Tomoki | POM                 | Itou Yousuke               | 4:38       |
| 3.               | "Days ~Aijou no Nichijou~" (Days ~愛情と日常~)                                                | Uran              | Okubo Kaoru, Uran   | Maeda Ai (AiM)             | 4:56       |
| 4.               | "Itsumo Itsudemo" (いつもいつでも)                                                            | Matsuki Yuu       | Shirakawa Akira     | Maeda Ai (AiM)             | 4:28       |
| 5.               | "Innocent ~Mujaki Na Mama De~" (イノセント ~無邪気なままで~)                                  | Matsuki Yuu       | Chiwata Hidenori    | Wada Kouji                 | 4:24       |
| 6.               | "Ashita wa Atashi no Kaze ga Fuku" (アシタハアタシノカゼガフク)                               | Miura Yoshiko     | MIYUKI              | Maeda Ai (AiM)             | 4:11       |
| 7.               | "My Tomorrow"                                                                                 | Matsuki Yuu       | Okubo Kaoru         | Maeda Ai (AiM)             | 4:29       |
| 8.               | "Ryuusei" (流星)                                                                              | yukiko            | yukiko              | MiyuMiyu                   | 3:39       |
| 9.               | "An endless tale"                                                                             | Yamada Hiroshi    | Oota Michihiko      | Wada Kouji, Maeda Ai (AiM) | 3:43       |
| 10.              | "I wish"                                                                                      | Miura Yoshiko     | Shirakawa Yoshihisa | Maeda Ai (AiM)             | 4:06       |
| 11.              | "Bokura no Digital World ~AiM Solo Version~" (僕らのデジタルワールド～ＡｉＭソロバージョン～) | Matsuki Yuu       | Oota Michihiko      | Maeda Ai (AiM)             | 5:38       |
| Tổng thời lượng: | Tổng thời lượng:                                                                              | Tổng thời lượng:  | Tổng thời lượng:    | Tổng thời lượng:           | 48:29      |

#### Digimon Movie Song Collection
| Đĩa 1 | Đĩa 1 | Đĩa 1            | Đĩa 1              | Đĩa 1                       | Đĩa 1      |
| STT   | Nhan đề | Phổ lời          | Phổ nhạc           | Trình bày                   | Thời lượng |
| ----- | --- | ---------------- | ------------------ | --------------------------- | ---------- |
| 1.    | "Butter-Fly (Gekijou Size #1)" ((Butter-Fly (劇場サイズ #1)                                                 | Chiwata Hidenori | Chiwata Hidenori   | Wada Kouji                  |            |
| 2.    | "Butter-Fly" (バタフライ)                                                                                   | Chiwata Hidenori | Chiwata Hidenori   | Wada Kouji                  |            |
| 3.    | "Brave heart"                                                                                               | Oomori Shouko    | Oota Michihiko     | Miyazaki Ayumi              |            |
| 4.    | "Requiem" (レクイエム)                                                                                      | Arisawa Takanori | Arisawa Takanori   | The Little Singers Of Tōkyō |            |
| 5.    | "Sakuhin No. 2 「Haru」 Ichouchou ~Bokura No War Game!~" (作品 No. 2 「春」 イ長調 ~ぼくらのウォーゲーム!~) | Namika           | Miyazaki Michi     | Maeda Ai (AiM)              |            |
| 6.    | "Target ~Akai Shougeki~" (僕は僕だって)                                                                     | Matsuki Yuu      | Oota Michihiko     | Wada Kouji                  |            |
| 7.    | "Break up!"                                                                                                 | Yamada Hiroshi   | Oota Michihiko     | Miyazaki Ayumi              |            |
| 8.    | "FOREVER FRIENDS (ACOUSTIC VERSION)"                                                                        | Hassy            | Murakami Masayoshi | Hassy                       |            |
| 9.    | "Stand • By • Me ~Hito Natsu no Bouken~" (スタンド • バイ • ミー ~ひと夏の冒険~)                            | 1171             | Ueda Kouji         | Maeda Ai (AiM)              |            |
| 10.   | "Friend ~Itsumademo Wasurenai~" (フレンド ~いつまでも忘れない~)                                             | Tanaka Hanano    | Yuasa Kouichi      | Maeda Ai (AiM)              |            |
| 11.   | "FOREVER FRIENDS"                                                                                           | Hassy            | Murakami Masayoshi | Maeda Ai (AiM)              |            |

| Đĩa 2 | Đĩa 2                                                                                      | Đĩa 2          | Đĩa 2          | Đĩa 2              | Đĩa 2      |
| STT   | Nhan đề                                                                                    | Phổ lời        | Phổ nhạc       | Trình bày          | Thời lượng |
| ----- | ------------------------------------------------------------------------------------------ | -------------- | -------------- | ------------------ | ---------- |
| 1.    | "The Biggest Dreamer"                                                                      | Yamada Hiroshi | Oota Michihiko | Wada Kouji         |            |
| 2.    | "Tomodachi No Umi" (トモダチの海)                                                          | Yamada Hiroshi | Yamazaki Yo    | Sammy              |            |
| 3.    | "EVO"                                                                                      | Oomori Shouko  | Watanabe Cheru | WILD CHILD BOUND   |            |
| 4.    | "Moving on! ～Churaumi Version～" (Moving on!～美ら海バージョン～)                         | ai             | Oota Michihiko | Maeda Ai (AiM)     |            |
| 5.    | "SLASH!!"                                                                                  | Yamada Hiroshi | Oota Michihiko | Oota Michihiko     |            |
| 6.    | "Yuuhi no Yakusoku" (夕陽の約束)                                                           | Izumikawa Sora | Izumikawa Sora | Orikasa Fumiko     |            |
| 7.    | "One Vision (DUKEMON MATRIX EVOLUTION)"                                                    | Yamada Hiroshi | Oota Michihiko | Tanimoto Takayoshi |            |
| 8.    | "Yuuhi No Yakusoku ～Sunset Parade Version～" (夕陽の約束～サンセットパレードバージョン～) | Izumikawa Sora | Izumikawa Sora | Maeda Ai (AiM)     |            |
| 9.    | "With The Will"                                                                            | Oomori Shouko  | Watanabe Cheru | Wada Kouji         |            |
| 10.   | "FIRE!!"                                                                                   | Yamada Hiroshi | Oota Michihiko | Wada Kouji         |            |
| 11.   | "Hirari" (ヒラリ)                                                                          | Wada Kouji     | IKUO           | Wada Kouji         |            |

#### DIGIMON SONG BEST OF KOJI WADA
Sau khi Wada Kouji qua đời vào ngày 3 tháng 4 năm 2016. Để tưởng nhớ đến Kouji, nhà sản xuất loạt anime Digimon quyết định phát hành một bộ album tuyển tập các bài hát mà anh đã trình bày trong anime này được gọi là Digimon Adventure Fes. 2016 Venue-Exclusive CD: DIGIMON SONG BEST OF KOJI WADA, còn được gọi tắt là DIGIMON SONG BEST OF KOJI WADA. Nó được thu âm bởi DREAMUSIC Inc. và được phát hành chính thức vào ngày 31 tháng 7 năm 2016 tại Nhật Bản nhân sự kiện Digimon Adventure Festival kỉ niệm ngày 1 tháng 8 năm đó.